# Paramacrobiotus sklodowskae
Espèce
Synonymes
- Macrobiotus sklodowskae Michalczyk, Kaczmarek & Węglarska, 2006

Paramacrobiotus sklodowskae est une espèce de tardigrades de la famille des Macrobiotidae.

## Distribution
Cette espèce est endémique de Chypre.

## Publication originale
- Michalczyk, Kaczmarek & Węglarska, 2006 : Macrobiotus sklodowskae sp. nov. (Tardigrada: Eutardigrada: Macrobiotidae, richtersi group) from Cyprus. Zootaxa, no 1371, p. 45–56.